# Omograf
În lingvistică, un cuvânt se numește omograf dacă are aceeași formă scrisă ca și alt cuvânt, dar diferă de acesta prin pronunție, ca de exemplu copii în sintagmele doi copii și două copii.
Dacă și pronunția este identică atunci avem de a face cu omonime.

## Exemple
| Limba    | Cuvânt   | Pronunție și sensuri |
| -------- | -------- | --- |
| Română   | vier     | - /viˈer/ (două silabe): viticultor; îngrijitor de vie - /vi̯er/ (o silabă): porc necastrat; mistreț mascul                  |
| Română   | sufragiu | - /suˈfra.giu̯/ (accentul pe a doua silabă): vot, drept de vot - /su.fraˈgiu̯/ (accentul pe a treia silabă): servitor la masă |
| Română   | haină    | - /ˈhai̯.nə/ (două silabe): îmbrăcăminte - /haˈi.nə/ (trei silabe): rea (femininul de la hain)                               |
| Franceză | est      | - /ɛst/: direcția cardinală est - /e/: este, formă a verbului être (a fi)                                                   |
| Franceză | couvent  | - /ku.vɑ̃/: mănăstire de maici - /kuv(ə)/: clocesc, formă a verbului couver (a cloci)                                        |
| Engleză  | lead     | - /liːd/: a conduce, a duce - /lɛd/: plumb                                                                                  |
| Engleză  | wind     | - /wɪnd/: vînt - /waɪnd/: a înfășura, a șerpui                                                                              |
| Japoneză | 十分     | - juppun: zece minute - juubun: suficient; complet                                                                          |
| Japoneză | 下       | - shita: jos - moto: sub îndrumarea - ge: volumul doi, ultimul volum                                                        |